# Karl Wilhelm Schurig
Karl Wilhelm Schurig (* 17. Dezember 1818 in Leipzig; † 10. März 1874 in Dresden) war ein deutscher Maler und Illustrator, der unter anderem auf dem Gebiet der Historienmalerei tätig war.

## Leben

Kopie der Sixtinischen Madonna von K. W. Schurig

Schurig studierte an der Akademie der bildenden Künste in Leipzig, gegen Ende der 1830er dann in Dresden, wo er später auch ein Schüler Eduard Bendemanns wurde. Dank eines akademischen Reisestipendiums konnte er 1845 bis 1848 Italien besuchen.
Wieder nach Dresden zurückgekehrt, heiratete er und versuchte sich als selbständiger Maler, ohne dabei größere Erfolge zu haben. Er betätigte sich seit 1853 als Lehrer, aber auch nach seiner Berufung 1857 an die Dresdner Akademie waren die finanziellen Mittel nicht ausreichend. Einen Ausweg daraus stellten Kreidezeichnungen dar, die er für die Dresdner Firma Brockmann zum Zweck photographischer Vervielfältigung anfertigte. Mit diesen hatte er sich wegen ihrer Größe und künstlerischen Qualität ein hohes Ansehen erworben.
Schurig verstarb am 10. März 1874 nach längerer Krankheit und wurde am 13. März in Dresden beerdigt.
Sein Sohn Felix (1852–1907) wurde ebenfalls Künstler und wanderte nach der Jahrhundertwende nach Nordamerika aus.

## Werke
- Schweizer Abgesandte vor Kaiser Albrecht I. (1842), 3¾ Ellen lang, „meisterhaft behandelt, charakteristisch in allen Theilen“[1]
- Judenverfolgung in Speier
- Altargemälde, die Auferstehung Christi darstellend, in der Eppendorfer Kirche (1865)
- Wandgemälde in der Dittelsdorfer Kirche
- Kreidezeichnungen nach Hauptwerken der Dresdner Galerien